# F.E.A.R.2
『F.E.A.R.2 PROJECT ORIGIN』（フィアー2 プロジェクトオリジン）は2009年8月27日にPC・Xbox 360・PlayStation 3向けに発売された『F.E.A.R.』の続編FPSゲーム。アメリカでは同年2月10日発売。

## 概要
建物や屋外など、様々なマップを進んでいき、途中で遭遇する敵を倒しながら、物語を進めていく。基本的に他のFPS作品と同じゲームの進め方である。難易度も、敵が弱い"イージー"から、受けるダメージが大きい"ハード"と、アクションゲームの苦手な人から上級者まで、幅広いプレイヤー層が楽しめるようになっている。
本作の特徴として暴力・グロテスクな表現が非常に多く、マップの至るところに死体やおびただしい血の跡、不気味な敵や幻影が存在する。また超常現象も目の当たりにし、薄暗い施設を探索するため、ホラー要素も極めて高い。

## ストーリー
主人公ベケットは、ATC社・社長アリスティドの身柄を保護するために、彼が所属する特殊部隊DeadEchoと共に作戦に参加していた。本編はATC社に到着する直前から始まる。
アリステイドが進めていた「オリジン計画」を快く思わないATC理事会は、武装集団によりアリスティドを抹殺しようとする。武装集団と戦闘を開始するDeadEchoだったが、ベケットはそこでアルマの幻影を見る。アリスティドの保護が完了すると思われた矢先、謎の大爆発が起き、ベケットは気を失ってしまう。
朦朧とする意識の中で、自分が何者達かによって、何らかの手術・処置を受けている途中であるのを認識する。処置中ベケットは、化け物のような姿をした何かが、手術台に乗せられた者を弄んでいるかのような、おぞましいビジョンを見る。その途中で再び意識を失う。再度意識を取り戻すとそこは病院で、スネークフィストと名乗る謎の人物からの無線を受け、その病院が破壊されようとしていると知る。ベケット含む隊員達はそこから脱出しようとするが、武装集団と遭遇し、交戦して突破していかなければならない状況となる。
生き残り病院を脱出したベケット含む隊員達は、スネークフィストからの情報に従って破壊された街を進む。次々と起こる怪異現象、そしてレプリカ兵士などと交戦しながら、「ハービンジャー計画」、アルマ、アリスティドの思惑を知っていく。

## 登場人物

### 中核人物
マイケル・ベケット（Michael Becket）
声（日本語版）：?
本作の主人公で、プレイヤーが操作する。アリステイド保護作戦の数週間前にDeadEchoに加わった新入隊員で、階級は軍曹。学歴は良くないが、軍歴は優秀。
物語序盤で手術を受け、テレパシーや超絶的な反射神経などを持つようになる。作戦前からハービンジャー計画の最優秀候補に選ばれており、作戦への参加（部隊への編入）も実はそれが関係していた。物語中に頻繁に幻覚のような症状に襲われたり、他者よりも遥かに多くアルマの姿を目撃する。
アルマ・ウェイド（Alma Wade）
前作・本作を通して登場する、物語の中核となる少女。オリジン計画と深い関連がある。
主人公の幻覚的ビジョンに、赤い服を着た幼児や、黒い長髪で全裸の少女の、2種類の姿で頻繁に現れる。既に死亡しているにもかかわらず、彼女の精神とテレパシー能力はこの世に存続し続け、自由に活動し能力を行使できるという、想像を絶する存在。絶大なテレパシー能力を持つとはいえ、元はオリジン計画に利用されただけの、普通の人間だった。
本作では真の力を発揮し、テレパシー放射で人体を溶かし尽くして殺すなど、至る所で超絶な能力を使用している。自分とテレパシーシンクロ率が高い者を、心身両方において操ることができる。操られている者はアルマを「自分のもの」と思い込むようになり、アルマに害や干渉を与えようとする他者に対し、激しい怒りと敵意を持つようになる。
スネークフィスト（Snake Fist）
主人公達と無線交信をしてくる、素性が一切不明の人物。
主人公達に有利な情報や、刻々と変化する状況にリアルタイムで適切な対処方法を伝えてきたり、危険が迫っていたらそれを教えてくれる。
アルマや関係者、計画などに詳しく、ゲームが進むにつれて物語の核心に関する情報すら伝えてくれる。一連の事件の真相を知る、数少ない人物の一人。
ジェネディーヴ・アリスティド（Genevieve Aristide）
ATC社の社長。オリジン計画に深く関わり、ハービンジャー計画を積極に推し進めた人物。前作では留守番電話にのみ登場していた。
スネークフィストとの関わりが強く、頻繁にチャットをしている。チャットでは「Mme_ATC」というハンドルネームを使用している。

### DeadEcho隊員
セドリック・グリフィン（Cedric Griffin）
部隊の隊長で、階級は大尉。学歴、軍歴ともに模範的で強い精神力を持つ黒人。
ケイラ・ストークス（Keira Stokes）
部隊の副隊長で、階級は中尉。隊長のグリフィン大尉が途中で死亡し、その後の作戦は彼女が指揮をとることとなる。
現任務の前は部隊所属の通信担当官を務めさまざまな業務に携わってきた。また、部隊では唯一、ハービンジャー計画の候補として選ばれていない。
主人公と共に行動することが多く、主人公を最も信頼している人物。物語の最後まで積極的に主人公と同行し、サポートしてくれる。
ハロルド・キーガン（Harold Keegan）
一等軍曹。学歴、軍歴共に優秀。テレパシー潜在能力が平均をかなり上回っているため、アルマとのテレパシーシンクロ率が非常に高い反面、精神は不安定。
そのため終盤でアルマに操られ、任務を放棄して隊員達から離れ、単独で勝手に行動するようになる。操られている時は歌を口ずさんだりし、はっきりと異常な状態を見せるようになる。更には主人公ベケットに敵対心すら持つようになり、物語ラストでは主人公へ攻撃を仕掛けてくる。
レッド・ジャンコフスキー（Redd Jankowski）
階級は軍曹。前作でF.E.A.R.（First Encounter Assault Recon、超自然現象鎭圧部隊）に所属していたベン・ジャンコフスキーの弟。ムードメーカー。
学歴は低く、軍歴は悪くない。しかし、新人のベケットと組まされた事や任務の内容に不満を漏らすなど態度に現れている通り、何度も懲戒処分を受けている。
そのせいか、隊長のグリフィンからは弱虫呼ばわりされ、超高層ビルであるATC社の階段を屋上まで上らされる等痛めつけられている。
ジェームズ・フォックス（James Fox）
階級は軍曹。既婚者で7歳の娘を持つ。
マニュエル・モラレス（Manuel Morales）
階級は軍曹。ヒスパニック系の出身。部隊のAPC（装甲兵員輸送車）のドライバーを務める。

### 敵勢力
リチャード・ヴァネク（Richard Vanek）
ATC理事会から派遣された、殲滅部隊の隊長。階級は大佐。非常に高慢で激昂しやすい性格。
主人公達を見下し、時には巨大スクリーンを通して話し掛けてくるなど、自分を誇張する場面がいくつかある。

### 計画関係者
Foxtrot813
Rebornの主人公、レプリカ兵の一人として任務を遂行していたが突如フェッテルの声に導かれ単独行動を開始する……
パクストン・フェッテル（Paxton Fettel）
レプリカ部隊の指揮官であり前作主人公に倒されたはずの男。しかしなぜかFoxtrot813に呼びかけ、導いていく。

## スロー・モー
主人公が持つ能力の１つで、本作の戦闘時において極めて重要な役割を果たす。
発動中は時間の流れが遅くなり、敵に照準を合わせやすくなったり、敵の攻撃射線を見極めやすくなり、戦闘を有利にすることができる。発動中はゲージを消費し、ゲージが尽きると時間の流れが元に戻る。ゲージは時間が経過するにつれて自動回復していく。一度にスロー･モーを使い切るのではなく、敵に照準を合わせる時や危険時のみに発動という、小刻みな発動・停止を繰り返せば使用効率が良くなり、強敵とも善戦できるようになる。
発動中は自分の動作も遅くなるので、リロードやグレネードを使用する場合は、逆に発動時間の無駄遣いとなってしまう。リフレックスインジェクターというアイテムを入手することによりゲージの最大値が伸び、より長時間・多回数、スロー・モーを使用できるようになる。

## テレパシー
本作において中心的な要素。アルマ（前作のオリジン計画）から始まった、一連の事件や計画の原因。現実での一般的なテレパシーに対する認識（意思の疎通・伝達・読み取りなど）とはやや異なり、精神や知覚・思考へ多彩な影響を与える能力となっている。
テレパシー能力を持つ登場人物は、例外なくアルマからの影響を何らかの形で受ける。アルマに狙われている主人公は特にそうで、テレパシーを通してアルマの意思や思考、感情の変化を強烈に受ける。そのせいで主人公は物語で頻繁に、幻覚やノイズのような感覚異変、視界が暗くなる現象、光の幻影の目撃、などを体験することとなる。他の隊員も、アルマからのテレパシー影響によって変調を受け、場合によってはアルマに支配されることになってしまう。
アルマのテレパシー能力は、登場人物の中では最も高く常軌を逸し、謎が多い。テレパシー能力を持つ者への影響や干渉、人体を溶かし殺すほどの強烈なテレパシー放射攻撃、精神を操るなど、驚異的な域に達している。かつてテレパシー妨害装置へ隔離されたが、それにもかかわらず外部へのテレパシー影響を、完全に防がれなかった。
ハービンジャー計画においては、指揮官兵とレプリカ兵に対してテレパシー処置を施し、人間兵器として利用されている。

## 武器
プレイヤーが使用できる武器は以下の通りである。尚、パルス兵器以外の武器は、敵も使用してくる。

### 銃
9mmシーガートACM46（ピストル）
装弾数18発、威力は最弱で、射程も短い。他の武装が尽きた場合の、予備武装の扱いが中心。
アンドラFD-99（サブマシンガン）
装弾数50発、連射性能が極めて高く、連続で命中させれば高い殺傷力を誇る。敵の各個撃破や、敵数体が集まっているところへ乱射して敵の行動を乱したり、途切れ途切れの射撃で敵複数に効率良くダメージを与えたりと、使い勝手が非常に良い。近～中距離で非常に有効な銃。
SHDシリーズ3（コンバットショットガン）
装弾数8発、射程は短いが、至近距離（格闘攻撃が当たるくらいの距離）で命中させると、非常に高いダメージを与える。距離を少し離すだけで、威力がかなり落ちてしまうので、中距離以上からの使用には向かない。リロードは手で弾を込めるため、残弾が少ない時にリロードすると時間が非常に掛かってしまい、大きな隙を生んでしまう。ただしリロード中に射撃ボタンを押すと、残弾の数だけではあるが、リロードを中止して攻撃できるようになる。他の銃に持ち替えての対処も可能。
パテンPK570A（アサルトライフル）
装弾数30発、射程も長く、威力も高い。スコープ照準で長距離精密射撃も可能。サブマシンガンよりも高い貫徹力があるため、ロボットに対してもある程度ダメージを与えることができる。
ヴォルマー・ウルトラ92（オートマティックショットガン）
装弾数12発、射程も中距離までカバーし、安定した威力がある。
ラーブKM50（スナイパーライフル）
装弾数6発、極めて高い威力と、最大の射程を誇る。高い貫徹力があるのでロボットに対しても有効である。スコープによる長距離精密狙撃を行える。
バルザーLM10（ナパーム砲）
装弾数10発、対象にナパームを吹き掛けて引火させ、ダメージを与える上に一定時間は行動不能にさせる。連射性はかなり低い。多数の敵と交戦状態の時に、密集している敵群にナパームを吹きつけ攻撃不能にし、その隙に攻撃したり逃げて状況を改善するのがよい。
アンドラSR5（ミサイルランチャー）
装弾数5発、極めて破壊力の高いミサイルを発射する。耐久力の高い敵やロボットを倒すのに最適。
HVハンマーヘッド（ハンマーヘッド）
装弾数25発、威力の高い特殊な釘を撃ち出す銃。エアアンカーを軍事兵器として設計・改造したようなもの。連射性は悪いが金属を撃ち抜けるため、アーマーベストを着た敵や、ロボットに対して有効な武器。なお、使われている弾薬はおそらく劣化ウランである。
シャークFL-3（レーザー）
装エネルギー量100、エネルギー消費量はレーザー放射量（射撃時間）に比例する。連続で命中させればミサイル並みの威力を持ち、ロボット相手でも十分なダメージを与えることができる。レーザー兵器特有の性質により、長時間の継続発射は不可能で、トリガー（射撃ボタン）を引きっぱなし（押しっぱなし）でも、途切れ途切れのレーザー発射となる。
タイプ12試作型（パルス兵器）
装弾数5発、高エネルギーパルス弾を発射する銃。一発の威力が最強で、命中させれば全ての種類の敵を一撃で倒せる。被弾後は周囲にパルスが広がるため、近くに別の敵がいればそれらにも同様のダメージを与えて、複数の敵を一度に倒すことも可能。自分がパルスに当たってもダメージを受けないのも利点。反面、弾速は非常に遅く、射程も約40m程度と極めて短い。素早い敵や移動している敵、離れた敵への攻撃には向かない。接近するか誘き寄せた後、至近距離で使用する必要がある。

### グレネード
投げて爆発させ、ダメージを与えたり効果を発揮する、投擲爆弾。敵との交戦中に、プレイヤーが一定箇所に長時間隠れていると、膠着状態を打開するため敵が投げてくる。自分が使用したグレネードでも、効果範囲内に入ると自分もダメージを受けてしまうので、それに巻き込まれないよう注意しなければならない。
投げる動作に入るとゲージが表示され、ゲージが振り切れる時間になると爆発するようになった。これを上手く用いることで、時間差攻撃を行える。敵の近くにグレネードを投げて牽制し、敵の攻撃を中断させたり、隠れている敵を引き出したり、数の多い敵を散開させたりできる。また、しばらくグレネードを持ってから投げ付け、敵の位置でちょうど爆発させるようにしたり、空中で爆発させ広範囲に影響を及ぼしたりできる。
フラググレネード
いわゆる普通の手榴弾。爆風でダメージを与え、威力が高い。爆発地点の近くで自分が食らうと耳鳴りを起こし、数秒間は周囲の音が聞こえなくなってしまう。
ショックグレネード
周囲に電気を放電し、人間なら痺れ、ロボットならパワーダウンし、一定時間は行動不能にする。
焼夷グレネード
周囲にナパームを撒き散らし、ダメージを少し与える上に引火させ、一定時間は行動不能にする。
設置型爆弾
付近を敵が通過したり、弾丸を当てると爆発する。威力も高い。投げて当たった所に接着するので、床だけでなく壁や各種オブジェなどにも設置できる。自分が投げた物であれば、自分が近寄っても爆発せず、回収して再利用できる。

### エリートパワードアーマー
特定の区間に限定されるが、エリートパワードアーマー（人型戦闘用ロボット）に乗り込んで敵と戦える。通常移動と、非常に強力な搭載武器での攻撃、非常に高い耐久力を利用し、押し寄せる多数の敵を駆逐しながら先へ進むこととなる。ダッシュやジャンプ、しゃがみ、格闘攻撃は行えず、低く狭い場所は通れない。途中で何度でも自由に乗り降りできる。
耐久性・自己修復
敵のパワードアーマーは破壊すると二度と動かなくなるが、プレイヤーが使うパワードアーマーは破壊されることが無い。ダメージを受けても時間の経過と共に自動回復していく。自動回復が追い付かずに耐久度が限界に達すると、機体から強制排出される。その後パワードアーマーが自己修復を始め、しばらくすると耐久度が回復し、乗り込めるようになる。決して破壊されないので、何度も耐久限界に陥って、繰り返し乗りなおして使用しても、全く問題が無い。
ただし自己修復中は白兵戦となるので、敵のパワードアーマーや多数の敵の真っ只中に放り出される危険や、敵にやられないよう注意する必要がある。
搭載兵器
- 大型ガトリング砲 左右に1門ずつ（計2門）
- 四連装ミサイルポッド
- サーモグラフィー

非常に強力なガトリング砲と、ミサイル4発を一斉発射する四連装ミサイルポッドを使用できる。どちらも弾数制限は無く、無限に撃つことができる。
ガトリング砲は、フルオートで絶え間なく射撃し続けるとオーバーヒートして、冷却のため一時的に使用不能となる。ミサイルは発射後に自動で再装填に入り、一定時間は発射不能となる。この場合どちらの武装も、発射可能になるまで数秒かかる。そのため、ガトリング砲は無駄にフルオートしないように、ミサイルは再装填時間を計算・考慮して、上手く使い分ける必要がある。
また、射撃視覚センサーでは見えない隠れた敵も、サーモグラフィーに切り替えて確認できる。

### 装甲車のタレット
ゲーム中の特定場面で、装甲車上部に搭載されたタレットを使い、押し寄せる敵兵を撃破することとなる。タレットの銃は高い破壊力があり、連続発射も可能で、弾数も無限。ただし、タレット使用中でも敵の射撃を受けるとダメージとなるので、主人公自身は無敵状態にはならない。

## 敵
警備兵・一般兵
いわゆる普通の人間。ゲーム中では簡単に倒せる最弱の敵。グレネードを使用することも稀にあるので、その時のみ注意が必要。
指揮官兵
テレパシー能力を持ち、死体を操って間接的に攻撃してくる。耐久力が非常に高く移動速度も速いので、すぐに逃げて視界から消えてしまい倒しにくい。テレパシー最大発動時に近くにいると視界が変色し、目くらましのような影響を受けてしまう。指揮官兵自体の攻撃能力は非常に低い。
ゾンビ兵
既に息絶えた人間だが、指揮官兵のテレパシーによって動かされ、銃などで主人公を攻撃してくる。耐久力・攻撃能力ともに低く簡単に倒せるが、指揮官兵を倒さない限り何度でも復活し主人公を攻撃してくる。赤く長い糸のような光で繋がっているのが特徴。
試験体（失敗作）
ハービンジャー計画で候補に選ばれても、テレパシー開発処置に耐えられず脳や精神に異常をきたした者。動物のような野生的本能を持ち、人間らしさを失っているため銃などの武器は使用せず、格闘や噛み付きなどで襲ってくる。身体能力や反射神経だけは極めて高く、非常に素早いので照準を定めにくい上、すぐ視界外へ移動し、壁や天井さえ自由に登って這い回ることができる。
幻影
人の姿をして点滅する光。無害なものもあれば、主人公の行く手を邪魔したり、積極的に攻撃してくるものもある。正体不明だが、無害なものは死者の残留思念、有害なものは生前にて主人公に対し敵対心を持っていた、元は人間であったと推測される。
タレット（装甲車の銃）
敵の装甲車の上部に付けられた、機関銃のタレット。耐久力が高く、銃弾ではかなりの数を当てないと破壊できないが、ミサイルなら簡単に破壊できる。
アーマードモジュール REV6
人型戦闘ロボット。強固な装甲と、威力が極めて高いデュアルミニガン（ガトリング砲）を持つ。エネルギーシールドを展開しているので、展開中に攻撃してもほとんどダメージを与えられない。白兵戦ではショックグレネードでパワーダウンさせて、シールドを一時的に消してその隙に攻撃し、それを繰り返して破壊するか、逃げるしか対処法がない。エリートパワードアーマーを使える場合は、その搭載武器で集中攻撃すれば、簡単に倒せる。
エリートパワードアーマー EPA
アーマードモジュールより更に強力な、人型戦闘ロボット。より強い耐久力のある装甲と、ミサイルポッドが追加されている。アーマードモジュール同様、適切な方法以外では破壊はまず不可能。
キーガン（幻影）
アルマに操られたキーガンの幻影で、ラスボスとも言える。最終決戦で多数登場し、主人公を攻撃しアルマ破壊の邪魔をしてくる。瞬間移動とも言えるスピードで動き、プレイヤーの攻撃すら簡単に避けられることも多い。障害物に隠れてもすぐに接近されるので意味が無く、「倒される前に倒せ」が基本の対処法となる。1体の耐久力が低いのが唯一の弱点で、数体まとめて一気に倒すのが良い。スロー・モーを使って戦わないと、極めて厳しい相手。

### レプリカ兵
ハービンジャー計画により、戦闘用に特殊な処置を施された兵士。様々な種類（レベル）があり、レベルごとに特徴が少し異なっている。基本的に自我や感情は希薄で、命令への遵守と戦闘行為・任務遂行だけを考える。物事の善悪の自律判断は一切せず、どんな殺戮や破壊を命じられても、何も感じずに遂行する。単独や部隊を組んでの戦闘を仕掛けてくる。ゲームが進むにつれ高いレベルのレプリカ兵が登場してくる。
レプリカ兵
指揮官兵によるテレパシー操作がなくとも、自律判断して戦闘を行う。本格的な装備をしており、戦闘技能も高い。多人数で攻撃してくるのが基本で、地形や障害物を有効利用したり、回り道をして後方から挟み撃ちを仕掛けてくるなど、多彩な戦術で攻めてくる。単体ではさほど問題なくとも、多数と交戦する場合は苦戦を強いられる。
レプリカ・アサシン
光学迷彩で姿を透明にし、電磁クローで格闘攻撃を仕掛けてくる。素早く動き回り、死角に隠れながら奇襲してきたり、驚異的なジャンプ力で下層から一気に上昇し登ってくる。光学迷彩を装備しているとは言え完全な透明ではなく、よく見ると正常な背景と比べて微妙に歪んで見えるため、視認は可能である。ダメージを与えると一定時間は光学迷彩が解け、はっきりと姿を確認できるようになる。銃は一切使用せず耐久力もさほど高くない。透明時に位置を特定できれば、飛び付かれない距離から銃で攻撃すると簡単に倒せる。

### 特殊な敵
特定の相手と戦う場合は、通常の銃やグレネードなどを使っての戦闘にはならず、特定ボタンを連打して対処することとなる。
アルマ
主人公を吸収しようと、ゲーム中に何度も襲ってくる。ボタン連打による回避に成功すれば、彼女の方から姿を消す。彼女とは銃で戦闘することは一切ない。
ヴァネク
ゲームの後半で追い詰めた時、決着を着けようと組み合ってくる。互いに1丁の銃を巡って、銃口が相手の頭部に向くよう、力比べでの決闘となる。格闘ボタンを連打して、銃口がヴァネクに向いた時に射撃ボタンを連打し、成功すればヴァネクを倒せる。
キーガン
ゲーム終盤の幻覚内で、主人公に敵対してくる。ヴァネク同様、力での押し合いと射殺で、勝負が決まる。

## マップ
ATC社
下層は一般的なオフィスだが、上層は社長アリスティドのペントハウスになっている。美術品や絵画が多数飾られ、プールや観葉植物、プライベートラウンジなど、高価なインテリアで構成されている。隠し部屋があり、計画推進のため通信機やモニターなどの機材で埋め尽くされている。
病院
ハービンジャー計画で有効と認められた候補者が、テレパシー開発処置を受けるための施設。一般の病院とさほど変わらない作りとなっている。
レプリカ兵製造施設
病院の地下に存在する、レプリカ兵を製造する施設。多数のレプリカ兵が、専用の収納コンテナに入っている。
市街地
建物や道路・車などあらゆるものが爆撃によって破壊され、瓦礫の山と化している。辛うじて通行できる道や建物を進み、仲間との合流を目指す。
ウェイド小学校
テレパシー潜在能力の高い人物を、早期に発見・養成するため作られた学校。定期的に学生へ、本人の記憶に残らない方法でテレパシー試験を行っている。保健室は室内ごと隠しエレベーターとなっており、地下の研究施設に通じている。
ハービンジャー計画研究所
ウェイド小学校の地下にある、ハービンジャー計画の研究所。テレパシー研究のための様々な機材などが整えられている。
地下鉄
地上の破壊の影響が地下にも及んでいるため、土砂で道が埋もれていたり、様々な箇所が破損している。隊員のキーガンが任務を無視して単独行動を始め、それを追いかけることとなる。
ケーブルカー
スティル島に直通するケーブルカー。ケーブルカーに乗って移動していると、途中でトラブルが起こり一定時間内に対処しないと、即死してしまう。また、かなりの数の敵部隊が別のケーブルカーで追い付いて来て、交戦することとなる。車両間の狭い連絡通路や、資材用コンテナが多数載せられているので、それらを障害物として利用すれば、押し寄せてくる多数の敵にも十分対処できる。
スティル島
アルマが幽閉・研究されていた、オリジン計画の施設がある場所。本編では施設内のみを探索することとなる。ここにテレパシー増幅器があり主人公達はこれを使って、アルマを完全破壊するのが目的。
幻覚ビジョン
アルマのテレパシー干渉を受け、物語が進むごとに何度か現れる非現実世界。アルマが幼児期に遊んでいた、研究所内の小さな公園がモチーフとなっている。本編ラストでは自由に動き回れるようになり、攻撃してくる敵（幻影）に応戦しながら、アルマの完全破壊を目指す。最終決戦となる場所である。

## 用語
ハービンジャー計画
テレパシー潜在能力の高い者を見付け出し、特に有望な者を候補にしてリスト化する。その後に有望な候補者に処置・強化・養成を施して、レプリカ兵を操る指揮官にし、一種の人間兵器として完成させる計画。オリジン計画では極めて問題が多かったため、技術の応用によりハービンジャー計画が立案・実施された。ハービンジャー計画は一応の成果を上げ、その実績と技術をオリジン計画へ引き継がせ、オリジン計画を完成させる予定であった。
オリジン計画
ハービンジャー計画が進められる前に行われていた、人間兵器製造計画。基本的にハービンジャー計画に似ているが、指揮官兵にある人物のクローンを使用したため、多数の問題が生じ計画は中止された。
パラゴン計画
ウェイド小学校を代表する、研究機関と一体になっている学校を設立し、在校生の中から早期に有望候補者を見付け出し、養成する計画。候補者（学生）を若いうちから各種処置や教育を施し、早期に有望な指揮官兵やレプリカ兵へ養成するのが目的。現在のところ大きな問題も起きず、順調に進行中の計画。
ATC社
正式名称は「アーマカム・テクノロジー・コーポレーション」。社長はアリスティド。ハービンジャー計画を積極的に推し進めており、候補者へのテレパシー処置、試験体への人体実験、指揮官兵やレプリカ兵士の養成（製造）を行っている。指揮官兵とレプリカ兵を「兵器」として商品化し、利益をあげるのが目的。
DeadEcho部隊
主人公の所属する部隊。アリスティド保護のため編成され派遣されたが、実はこの部隊すらハービンジャー計画の一環で、候補にあがった兵士のみで構成されている。そのため隊員のほぼ全員が、テレパシー現象の影響（幻覚）を受け、真相を知らないとはいえその異変だけは皆はっきり自覚している。途中で幾人かは、アルマによるテレパシー放射（人体溶解）など様々なケースで、徐々に死んでいく。
ジャーナル
物語に関する情報が収められたデータディスクが、マップ内の至る所に置かれている。事件や計画、組織の背景や実態を詳しく知ることができ、物語の真相や核心へも迫ることができる。一度入手したジャーナルはPDAに保存され、いつでも何度でも読むことができる。

## 通信・オンラインプレイ
本作では、LANケーブルでゲーム機を繋いだり、インターネットに接続して、複数人で対戦プレイできる。マッチモード（対戦プレイ）では、限られたポイント内で武器や守備力などを設定し、様々な戦闘スタイルで楽しむことができる。例えば、強力な武器を持つ代わりにライフを低くしたり、銃を少なくしてグレネードを多く携帯するなど、様々な状態で自由に戦える。

## 前作との比較
前作「F.E.A.R.」同様、本作も恐怖表現が前面に押し出されたアクションシューティングである。しかし前作の間接的なホラー表現とは異なり、恐怖表現がより直接的に、生命に関わる形になっている部分が非常に多い。
本作のストーリーは、前作のラスト直前から始まるが、前作の拡張パックの内容はまったく加味されていない。主人公も特殊部隊F.E.A.R.の隊員ではなく、アメリカ軍の別人となっている。本作の主人公も当初は普通の人間だが、ある時期を境に、超能力に目覚めるようになる過程が描かれている。
戦闘システムでも、上半身をそらして頭と銃口だけを出す「覗き込み」や、武器をホルスターにしまうと移動速度が上昇する部分が、廃止された。また、グレネードのピンを抜いても、相手に直接ぶつけるか、地面に落ちた後しばらくしてから爆発し、手から離さない限り誤爆しない点が、本作では一定時間で爆発するよう、変更された。（「武器」「グレネード」の項目を参照のこと）
マップ構成も前作より、ロケーションが非常に豊富になっており、様々な地形・建物・装飾を持つエリアを、探索していく事になる。（項目「マップ」を参照のこと）

## バグ（Xbox 360版）
- スローモー中にサブマシンガンやアサルトライフルを撃ち続け、リロード直後にスローモーを解除すると、稀に薬莢が永遠に飛び出し続けるバグがある。対処としては排莢中にしゃがむと、正常にリロードされ排莢が止まり、正常に戻る。
- 地下鉄でのタレットを使った戦闘で、特定オブジェを壊すタイミングを間違えると、ごくごく稀にキーガンが先に進まなくなり、ゲーム進行が止まる。
- スティル島行きケーブルカーでの戦闘で敵を倒していると、原因は分からないがゲーム進行が止まって先に進めなくなる事が、ごくごく稀にある。ポーズメニューの「直前のデータをロード」するしかなくなる。
- スティル島行きケーブルカー中間地点にて、白く光るドアを通ろうとすると、ごくごく稀に落下し、墜落死扱いになる。

## 名称の問題
前作「F.E.A.R.」を開発したMonolith Productionsが、パブリッシャーの変更に伴い「F.E.A.R.」というタイトルで続編が作れなくなってしまった上に、その後の拡張パック2種がTimeGate Studiosという別会社によって開発・発売された。
その後Monolith社は、「F.E.A.R.」の続編を開発中である事を公開するが、前述の版権問題で「2」を付けて発売できずにいた。一般公募から「PROJECT ORIGIN」という名称として開発が続けられ、また、前作の拡張パックで追加された内容は、Monolith社の考えていたものとは違っているとし、ストーリー内容もそれの影響を一切受けないとアナウンスされた。
後にMonolith社は「F.E.A.R.」の名称権利を買収し、一般公募で選定された名前を副題に据え、「F.E.A.R.2: PROJECT ORIGIN」として発売されるに至った。

## 日本語版との比較
PS3版、Xbox 360版においては、表現規制が行われている。
- 敵キャラクターを銃撃した際の、出血の削除
- 敵キャラクターの身体欠損の削除
- 敵キャラクターの欠損死体の即時消失（倒すと、死体として残らず消える）
- ゲーム内における、死体オブジェクトの削除
- 一部のムービーの削除

海外版では、過激な表現のオンオフの切り替えが可能で、これらの規制は基本的に、その機能をオフにした状態のものである。ただし死体オブジェクトの削除など、日本独自と思われる規制も施されている。日本語版では過激な表現をオンにはできない（オプションに項目自体が存在しない）。